# 外傷的絆
外傷的絆（英：Traumatic bonding）とは、周期的に繰り返される虐待・継続的な虐待から生じるもので、個人間に生じる、きわめて強力かつ不健全な感情的な絆である（場合によっては集団との間の絆である）。良い扱い（報酬）と悪い扱い（罰）の繰り返しによって強化される。外傷性絆、トラウマ性の絆、トラウマティック・ボンディング、トラウマ・ボンドとも。心理学者のジョージ・ダットンとスーザン・ペインターによって開発された用語である。
外傷的絆は通常、被害者と加害者が一方的な関係にあり、被害者は加害者との間に感情的な絆を形成する。トラウマが起きている関係性の中で生じる歪んだつながりであり、愛着トラウマ（情緒的な結びつきのある関係におけるトラウマ）の有害性が最も顕著にみられる。加害者の虐待的行動が被害者の加害者に対する強い依存、愛着を強める。虐待関連のトラウマで一般的にみられる反応である。外傷的絆は人間だけでなく、動物にも見られる。
外傷的絆の成立には、①力の不均衡、②優しく接した後に暴力をふるい、また優しくするといった、悪い扱いと良い扱い、脅しと優しさ、緊張と緩和、罰と報酬の繰り返しによる断続的な強化、という2つの要因が主に関与している。加害者が被害者に対し、時々いい行動をとることで、加害者にもいいところがある、「本当はいい人」だと思わせるが、これはガスライティング（相手に嘘を信じさせ、混乱させ、正常な判断力を奪い、「自分が悪い。相手が正しい」と思いこませる心理的虐待の手法）の一環である。
外傷的絆は、幼年期の不適切な養育、恋愛関係・夫婦関係（ドメスティックバイオレンス）、親子関係、近親相姦関係、非性的な友人関係、カルト、人質になる状況、上司（管理職）と部下の関係、 性的人身取引（特に未成年者）、あるいは軍隊等で起こりうる。
パートナーから暴力を受ける被害者は、自分自身や子どもの命が危険にさらされていても加害者から離れないことがあると知られているが、パートナーに経済的に依存しているという理由だけでなく、関係性の力学、外傷的絆が大きく働いている。外傷的絆は、恐怖、支配、先が予測不可能であることに基づいている。加害者と被害者の間の外傷的絆が強まり、深まるにつれて、被害者には恐怖、感覚の麻痺、悲しみという相反する感情が生じ、それが周期的なパターンで現れる。多くの場合、外傷的絆の中にいる被害者は、主体性や自律性を持たず、個としての自意識も持っておらず、その自己イメージは、加害者が彼らを概念化したものを内面化したものである。
外傷的絆は、その関係が続いている間だけでなく、終わった後も、被害者に深刻な悪影響を及ぼす。外傷的絆の長期的な影響には、虐待的な関係を続けてしまうこと、低い自尊心、否定的な自己イメージ、うつ病や双極性障害になる可能性の増大、児童虐待の次世代への連鎖、精神衛生上好ましくない結果をもたらすことが含まれる。加害者と外傷的絆で結ばれている被害者は、しばしばこうした関係から離れることができず、相当なプレッシャーや困難によってようやく離脱できる。何とか離脱できても、学習した外傷的絆が身に沁み付いており、虐待関係に戻ってしまう人も多い（再犠牲者化）。周囲の外傷的絆への無理解は被害者を孤立させ、孤独は被害者を弱らせるため、虐待的な関係から離脱するには周囲の理解・支援が必要となる。例えば、DV被害者が加害者との離別を決断するまでには時間がかかることが多く、最終的に別れるまでに、別れては元に戻ることを繰り返す回数は5 - 8回とも言われ、支援者には外傷的絆についての理解が求められる。